# Вина (департамент)
Вина (фр. Vina) — один из 5 департаментов региона Адамава в Камеруне. Находится в северной части региона, занимая площадь в 17 196 км2. 
Административным центром департамента является город Нгаундере (фр. Ngaoundéré). Граничит с департаментами: Фаро и Део (на западе), Фаро (на северо-западе), Майо-Ре (на юге и востоке), Мбере (на юге) и Джеран (на юге-западе).

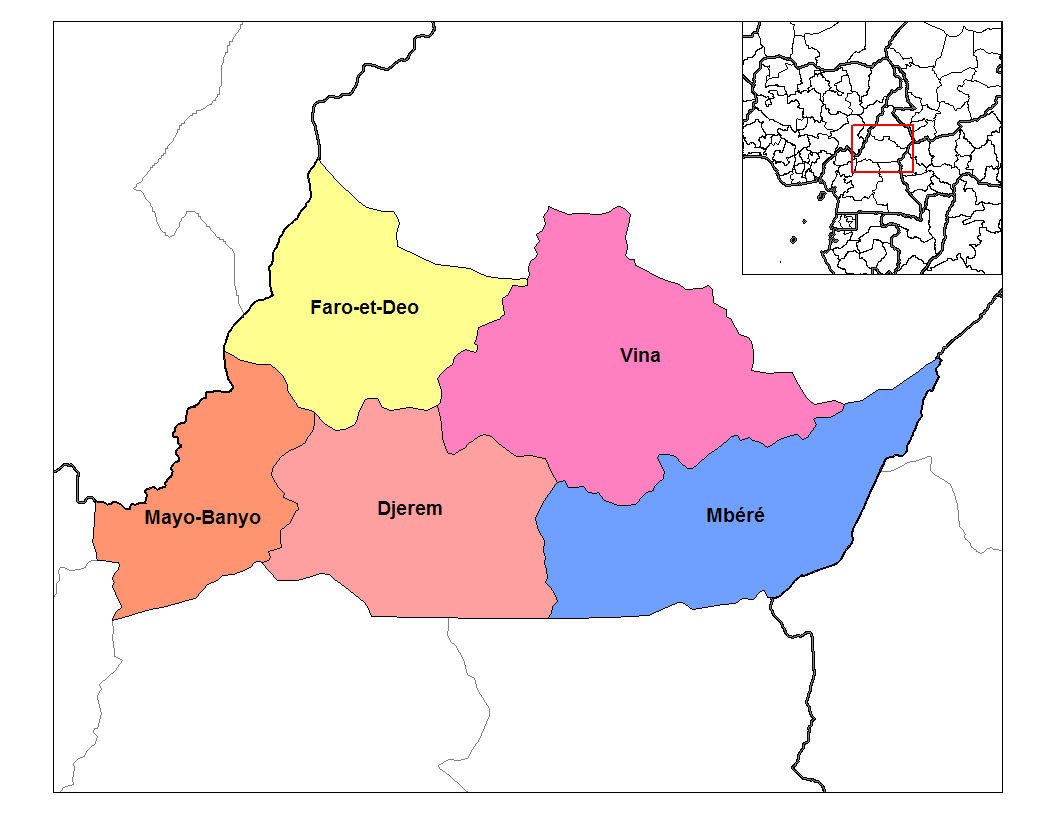
Департамент Вина на карте региона Адамава

## Административное деление
Департамент Вина подразделяется на 7 коммун:
1. Белель (фр. Belel)
2. Мбе (фр. Mbe)
3. Нгана (фр. Nganha)
4. Нгаундере (фр. Ngaoundéré) (городская коммуна)
5. Нгаундере (фр. Ngaoundéré) (сельская коммуна)
6. Нямбака (фр. Nyambaka)
7. Мартап (фр. Martap)